# ANSMET

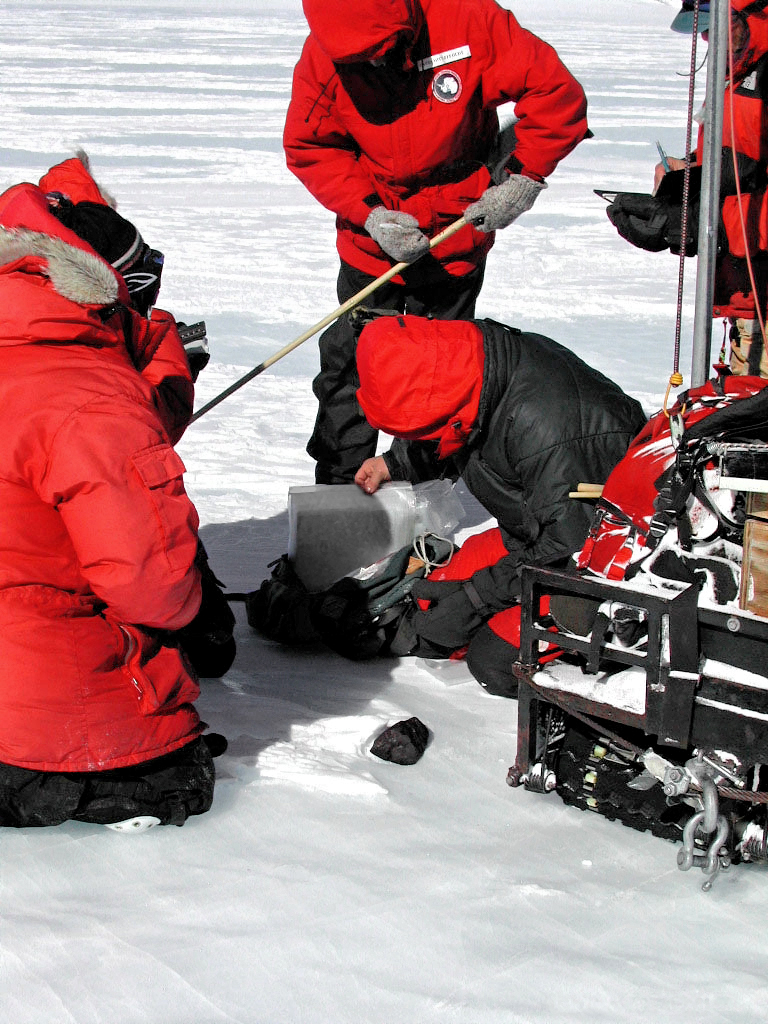
Извлечение метеоритов

ANSMET (сокр. англ. ANtarctic Search for METeorites, Поиск метеоритов в Антарктике) — программа поиска метеоритов в районе горной цепи Миллера Трансантарктических гор, финансируется Отделом полярных исследований Национального научного фонда США и Отделом исследований Солнечной системы NASA.
После завершения советской лунной программы и американской программы полётов на Луну «Аполлон», программа ANSMET остаётся единственным источником внеземного немикроскопического вещества. В ходе программы были найдены многие известные метеориты лунного и марсианского происхождения, например метеорит ALH84001.
Каждый год в Антарктиду отправляется две экспедиции «охотников» за метеоритами. В каждой поисковой команде шесть человек, которые в течение 5—7 недель живут на льду. Поиск метеоритов ведётся визуально во льду, поисковая команда разделяется и с помощью снегоходов, цепью с промежутком в 30 метров, прочёсывет местность. При обнаружении образца, при помощи GPS фиксируется его местонахождение и присваиваивается идентификационный номер. Далее образец упаковывают в стерильный тефлоновый пакет, замораживают и отправляют в Метеоритные чистовые лаборатории Космического центра им. Джонсона в Хьюстоне, штат Техас. С 1976 г. в рамках программы было найдено более 20 000 метеоритов.
Экспедиция ANSMET 2004—2005 гг. состояла из 12 человек, которые нашли 1230 метеоритов. Среди них было найдено более 130 килограмм палласитов, один из которых (самый большой из найденных в Антарктиде) весит более 30 кг.